# Jonas Staugaitis
Jonas Staugaitis (20 maggio 1868 – Kaunas, 18 gennaio 1952) è stato un politico lituano.
È stato Presidente della Lituania ad interim per alcune ore nel dicembre 1926, durante il colpo di Stato.
Venne automaticamente nominato Presidente in quanto era Presidente del Seimas. Rinunciò alla carica subito dopo che il colpo di Stato venne portato a termine.